# Обсессия
Обсе́ссия (лат. obsessio — «осада», «охватывание») — синдром, представляющий собой периодически, через неопределённые промежутки времени, возникающие у человека навязчивые нежелательные непроизвольные мысли, идеи или представления. Человек может фиксироваться на таких мыслях; они вызывают негативные эмоции или дистресс, причём от таких мыслей трудно избавиться или управлять ими. Обсессии могут быть (но необязательно) связаны с компульсиями — навязчивым поведением, см. Обсессивно-компульсивное расстройство. Согласно современным представлениям, к обсессиям не относятся иррациональные страхи (фобии) и навязчивые действия (компульсии).

## История
- 1614 год — Феликс Платер сделал первое клиническое описание невроза навязчивых состояний (ОКР), в структуре которого были описаны, собственно, обсессии[1].
- 1834 год — Ж.-Э. Д. Эскироль, описывая больную ОКР, ярко описал обсессии наряду с компульсиями и фобиями[2].
- 1858 год — И. М. Балинский отметил, что у всех навязчивостей есть общая черта — чуждость сознанию, и предложил термин «навязчивое состояние»[3].
- 1860 год — Б. О. Морель предполагает, что причиной навязчивых состояний является нарушение эмоций. Описываются отдельные симптомы обсессивного синдрома.
- 1866 год — Ж. П. Фальре-отцом впервые описаны навязчивые сомнения.
- 1868 год — В. Гризингер описал ещё один отдельный вариант обсессий — бесплодное мудрствование[4].
- 1877 год — К.-Ф.-О. Вестфаль указал, что обсессии всплывают при незатронутом в других отношениях интеллекте и не могут им быть изгнаны из сознания. Он предполагает, что в основе навязчивых состояний лежит расстройство мышления, что совпадает с принятым на данный момент взглядом на обсессии[5].
- 1885 год — Ж. М. Шарко (а в 1892 году — Ж.-Ж.-В. Маньяном) была описана ономатомания.
- 1890—1892 — В. М. Бехтерев впервые применил успешную психотерапию при обсессиях[6].

## Классификация
Систематизировать обсессии довольно затруднительно. Против их классификации ввиду присутствия у одного больного чаще всего разных видов обсессий, нередко вместе с компульсиями и фобиями, выступали В. П. Осипов, Е. С. Авербух, В. А. Гиляровский и Е. А. Попов. Однако более общепринятой всё же была попытка их классифицировать.
Обсессивные симптомы (с точки зрения физиологического принципа классификации психиатрических синдромов, основанного на рефлекторной дуге) относятся к расстройствам интрапсихической деятельности (то есть к нарушениям в центральной части психической деятельности). В свою очередь, среди расстройств интрапсихической деятельности, обсессии, вместе со сверхценными идеями и бредом, попадают в подгруппу расстройств мышления (ассоциативного процесса).
Обсессивный синдром относится к продуктивным (позитивным) синдромам. Э. Крепелин, как и французская школа психиатрии, относил его к первой, наиболее лёгкой группе. В отечественной психиатрии, согласно А. В. Снежневскому, этот синдром относится к 3-му из девяти продуктивных кругов поражения.
По К. Т. Ясперсу (1913) обсессии делятся на:
1. Отвлечённые (не сопровождаемые изменённым аффектом):
  1. Бесплодное мудрствование;
  2. Навязчивый счёт — арифмомания;
  3. Навязчивые воспоминания (некоторые случаи);
  4. Разложение слов на слоги.
2. Образные (сопутствует тягостный аффект тревоги или страха):
  1. Навязчивые сомнения;
  2. Навязчивые влечения;
  3. Навязчивые воспоминания;
  4. Овладевающие представления.

По Ли Бэру обсессии можно разделить на три основные группы:
1. Неуместные агрессивные мысли;
2. Неуместные мысли о половом влечении;
3. Богохульственные религиозные мысли[12].

А. М. Свядощ, кроме принятой им классификации Ясперса в модификации Снежневского, разработал свою классификацию обсессий по патогенезу (1959):
1. Элементарные — появляются сразу после сверхсильного раздражителя и этиология их для больного очевидна; сюда можно отнести, например, страх поезда после железнодорожной аварии, ятрогении;
2. Криптогенные — этиология, а значит и механизм возникновения, неизвестны; однако, в отличие от диссоциативных расстройств, причина не забывается, а не принимается больным во внимание и может быть выявлена при каузальной психотерапии[13].

По А. Г. Иванову-Смоленскому, обсессии делятся на две нерезко различающиеся группы:
1. Навязчивые явления возбуждения: в интеллектуальной сфере — навязчивые идеи, представления, воспоминания, желания, ассоциации, в эмоциональной сфере — чаще всего навязчивые опасения;
2. Навязчивые задержки, болезненные торможения, мешающие производить произвольные движения или при определённых условиях[14]. Впервые подобные явления описал ещё в 1905 году С. А. Суханов[15].

## Эпидемиология
Согласно Ли Бэру (англ. Baer, Lee) обсессии наиболее характерны для обсессивно-компульсивного расстройства. Если бы люди с обсессиями из США собрались вместе, они могли бы создать город, четвёртый по величине в стране после Нью-Йорка, Лос-Анджелеса и Чикаго. Исследование 2007 утверждает, что 78 % пациентов с клинически установленным ОКР страдают от обсессий. Из 50 взрослых больных ОКР 10-20 % имеют непристойные обсессивные половые влечения. По другим данным 25 % из 293 пациентов с установленным первый раз ОКР имеют в истории болезни такие влечения. При неврозах обсессии третьи по частоте после депрессивного и ипохондрического синдромов.

## Этиология
На данный момент конкретный этиологический фактор обсессий неизвестен. Осложняет его поиск то, что они встречаются при разных психических расстройствах, чья этиология также точно не известна. Существует несколько обоснованных гипотез. Можно выделить 3 основные группы этиологических факторов:
1. Биологические[22]:
  1. Заболевания и функционально-анатомические особенности головного мозга[22]; особенности функционирования вегетативной нервной системы[23];
  2. Нарушения в обмене нейромедиаторов — в первую очередь, серотонина и дофамина, а также — норадреналина и ГАМК;
  3. Генетические — повышенная генетическая конкордантность[24][22];
  4. Инфекционный фактор (теория PANDAS-синдрома).
2. Психологические:
  1. Психоаналитическая теория;
  2. Теория И. П. Павлова и его последователей;
  3. Конституционно-типологические — различные акцентуации личности или характера;
  4. Экзогенно-психотравмирующие — семейные, половые или производственные.
3. Социологические (микро- и макросоциальные) и когнитивные теории (строгое религиозное воспитание, моделирование окружающей обстановки, неадекватный ответ на специфические ситуации)[22].

## Патогенез

### Психологическая теория

#### Глубинная психология

##### Психоаналитическая теория
Работа «Заметки об одном случае невроза навязчивости» Зигмунда Фрейда (1907, опубликованная в 1909) — первый описанный им случай психоанализа пациента с неврозом навязчивых состояний. По Фрейду, много ассоциаций, связанных с сексуальными переживаниями, остаются в бессознательном. Связанные этими ассоциациями с сексуальностью психические травмы или сильные переживания могут оказаться вытесненными, но продолжить влиять на поведение и психическую жизнь человека. Неврозы и их симптоматика (в частности обсессии) рассматриваются в психоанализе как результат такого влияния. Пытаясь вернуться в сознание, вытесненный психосексуальный материал замещается обсессивной симптоматикой. Согласно Фрейду, для любых неврозов (в том числе с обсессивной симптоматикой) основное этиологическое значение имеет детство с его сексуальными комплексами (например «эдиповым комплексом»). Если путём психоанализа вернуть в сознание связь обсессивных симптомов с этими комплексами, то симптомы исчезнут.

##### Индивидуальная психология
Ученик З. Фрейда А. Адлер, основавший школу индивидуальной психологии, отрицал роль полового влечения, утверждая, что основа всех неврозов — конфликт между стремлением к могуществу и чувством неполноценности, то есть конфликт «Я» по Фрейду. По отечественному учёному В. Н. Мясищеву в основе лежат нерешённые противоречия между личностью и действительностью.

##### Аналитическая психология
По К. Г. Юнгу группы ассоциаций, связанных с общим аффектом, называются комплексами. Они могут влиять на психические процессы. Отдельное представление комплекса, проникнувшее в сознание, может стать обсессией. Связанное с комплексом, оно не вступит в связь с другими представлениями и не исчезнет с ними из сознания, оставшись глубже его порога.

##### Критика подхода
При всей ценности данных гипотез, они описывают появление обсессий при невротических, связанных со стрессом и соматоформных расстройствах — психогенных процессах, в то время, как только частично раскрывают суть эндогенных процессов, например, шизофрении, а также эпилепсии и энцефалита.

#### ТеорияИ. П. Павловаи его последователей
По И. П. Павлову, невроз навязчивых состояний возникает у людей с разными типами высшей нервной деятельности, но чаще — мыслительного «истинно человеческого типа».
Павлов считал, что у навязчивостей механизм общий с бредом. В основе обоих лежит патологическая инертность возбуждения, образование изолированных «больших пунктов» очагов необычной инертности, усиленной концентрированности, чрезвычайной тоничности возбуждения с развитием отрицательной индукции. Инертный очаг возбуждения при навязчивости не подавляет возбуждение конкурирующих очагов, как при бреде. C инертностью связана невозможность волевого устранения обсессий, а также невозможность их подавить новым раздражителем, который оказывается слишком слабым для этого.
В дальнейшем И. П. Павлов предполагал, что суть патофизиологии нарушения не в инертном возбуждении, а в лабильности торможения. В основе навязчивых богохульных мыслей у религиозных людей и навязчивого влечения к контрастному действию лежит ультрапарадоксальная фаза торможения в очаге патологически инертного возбуждения. Так же считали его ученики М. К. Петрова и Ф. П. Майоров, несколько дополнив эти положения. Сохранность критики к навязчивостям сохраняется из-за маленькой, по сравнению с бредом, интенсивности патологического возбуждения и, следовательно, меньшей силой и распространённостью отрицательной индукции.
А. Г. Иванов-Смоленский, ученик В. М. Бехтерева и сотрудник И. П. Павлова, утверждал, что обсессии — навязчивые идеи возбуждения.
С. Н. Давиденков объяснял навязчивые сомнения инертностью и торможения, и возбуждения. По его теории, одновременно существуют несколько конкурирующих пунктов возбуждения, то есть оспаривающие друг друга побуждения к действию. Развил эту теорию Жоузе де Кастро. С. Н. Доценко установил у пациентов инертность возбуждения и лишь у незначительной части — инертность обоих процессов. М. И. Середина, утверждает, что очаг патологически инертного возбуждения вызывает в коре головного мозга пациента и отрицательную индукцию и запредельное торможение.
Е. А. Попов, ученик И. П. Павлова, связывал кощунственные навязчивые мысли, контрастные влечения с ультрапарадоксальным торможением, когда возбуждаются центры, отвечающие за противоположные понятия. Он же считал, что навязчивые сомнения об удачно выполненных действиях связаны с наличием 2 пунктов возбуждения, и пункт сомнения, будучи «большим», подавляет «меньший» пункт, который отвечает за уверенность.
М. М. Георгиевский, М. Б. Умаров и А. П. Лапите объясняли изменения характера, склонные для обсессий, ослаблением процессов в коре головного мозга и глубокой астенизацией ЦНС больных. В основе астении при обсессиях, имеющих место при неврозах, в структуре которых они возникают, являются дополнительные «срывы» высшей нервной деятельности. Эти срывы возникают при перенапряжении силы и подвижности нервных процессов. Это возникает не столько при экзогенной реакции, сколько из-за эндогенной борьбы динамической структуры личности и патодинамической структуры навязчивости. Этот процесс постоянной борьбы с обсессиями и ведёт к астении высших отделов мозга. Такие явления происходят при неврозах кроме психастении и являются временными, проходя с излечением. При психастении данные процессы не динамичны, они являются своеобразным «состоянием», «конституцией».
Теория И. П. Павлова и его последователей согласовывается с нейромедиаторной, однако первая описывает поражение мозга на организменном уровне, в то время как вторая — на субклеточном и молекулярном. Это естественно, если учесть, что в первой половине XX века данные о нейротрансмиттерах были очень скудными и касались в основном адреналина и ацетилхолина. Кроме того, она объясняет возникновение обсессий при начальной стадии шизофрении, осложняющихся бредом. И. П. Павлов расценивал этот симптом как свидетельство ультрапарадоксальной фазы торможения коры головного мозга. По Павлову в основе патогенеза шизофрении присутствует запредельное охранительное торможение:

«…хроническое гипнотическое состояние».

И. П. Павлов расценивал это как свидетельство ультрапарадоксальной фазы торможения коры головного мозга, присутствующее и при обсессиях с той разницей, что при бредовых состояниях большая, по сравнению с навязчивостями, интенсивность патологического возбуждения и, следовательно, меньшая сила и распространённость отрицательной индукции.
Однако, теория И. П. Павлова, разработав патогенез навязчивостей, не указывает этиологию процесса обсессий, а встречаются они при заболеваниях как эндогенной, так и экзогенной природы, то есть совершенно разного происхождения.

#### Конституционно-типологические факторы
В основе личности людей с ОКР часто выступают ананкастные черты.

### Нейромедиаторная теория

#### Механизм, связанный с серотонином
В рамках нейрофизиологического подхода, исследователи выдвигают теорию о связи ОКР, а, следовательно и обсессий, с нарушениями коммуникации между орбито-фронтальной корой мозга и базальными ганглиями. Эти структуры мозга используют нейротрансмиттер серотонин для взаимодействия. Считается, что между ОКР и недостаточным уровнем серотонина есть связь. Процесс передачи информации между нейронами регулируется, в частности, обратным захватом нейротрансмиттеров в нейроны — нейромедиатор частично возвращается в испускающий нейрон, где ликвидируется моноаминоксидазой, что контролирует его уровень в синапсе. Предполагается, что у больных ОКР происходит повышенный обратный захват серотонина, и импульс не доходит до следующего нейрона. В пользу этой теории выступает то, что больные чувствуют пользу от приёма антидепрессантов класса селективных ингибиторов обратного захвата серотонина.
Данная теория согласована с генетической теорией возникновения обсессий о патологии гена hSERT и возникновении их при других невротических, связанных со стрессом и соматоформных расстройствах, кроме того, она частично объясняет возникновение обсессий при БАР и шизофрении. Однако все механизмы обсессий она всё же не раскрывает.

#### Механизм, связанный с дофамином
Многие пациенты с ОКР и шизофренией имеют повышенную концентрацию дофамина в базальных ганглиях (левом хвостатом ядре и левой скорлупе). Эти нейромедиаторы являются частью так называемой «системы поощрения» и вырабатываются в больших количествах во время позитивного по представлению пациента опыта типа секса, приёма наркотиков, алкоголя, вкусной еды, а также стимуляторов, ассоциированных с ними. Нейробиологические опыты также показали, что даже воспоминания о позитивном поощрении может увеличить уровень дофамина. Например, мозг пациентов, которым было дано плацебо, вырабатывал дофамин так же, как и при приёме настоящего препарата. Тем не менее некоторые пациенты умышленно перенапрягают эту систему поощрения, искусственно вызывая приятные для них воспоминания и мысли снова и снова. 
 Если пациент продолжает перестимулировать свою «систему поощрения», то постепенно мозг адаптируется к чрезмерному потоку дофамина. Современные антипсихотические препараты нацелены на блокировку функций дофамина. Но эта блокировка иногда также вызывает и приступы депрессии, что может усилить зависимое поведение пациента. Когнитивно-поведенческая психотерапия (КПТ), проводимая профессиональным психологом, также может помочь пациентам эффективно контролировать свои навязчивые мысли, поднять самооценку, понять причины депрессии и объяснить им долговременные негативные последствия дофаминовой зависимости.
Как видно из этой теории, она, в отличие от серотониновой, описывает частные случаи возникновения обсессий и не раскрывает их этиологию и патогенез полностью.

### Теория PANDAS-синдрома
Существует также теория, которая объясняет появление или резкое значительное ухудшение симптомов ОКР (в том числе и обсессий) при стрептококковой инфекции. Эти бактерии вызывают, к примеру, ангину. Согласно этой теории, в процессе борьбы с бактериями антитела в организме пациента «случайно» разрушают другие ткани тела, а не бактерий (происходит аутоиммунный процесс). Это может вызвать ОРЛ, гломерулонефрит, а также ОКР, если разрушается, к примеру, ткань базальных ганглиев. Хотя эта причина ОКР является довольно редкой, она тем не менее объясняет некоторые случаи флуктуации симптомов, независимых от внешних воздействий (стресса). Однако эта теория не объясняет возникновение обсессий при множестве других заболеваний, как психогенных, так и эндогенных, поэтому является частным случаем их появления.
Однако нельзя отрицать, что инфекции имеют астенизирующее влияние на ЦНС. Так, ещё гораздо раньше других авторов, в 1905 году С. А. Суханов отмечал ухудшение состояния при неврозе навязчивых состояний у взрослых в зависимости от экзогенных условий:

«При истощении навязчивые состояния усиливаются. Обострение их вы встретите после инфлуэнцы (гриппа), после родов, при кормлении, после какой-нибудь физической болезни».

### Генетическая теория
Возможно, способствуют ОКР, а значит и обсессиям, генетические мутации. Они были обнаружены в человеческом гене переносчика серотонина hSERT (ген SLC6A4), у неродственных семей с ОКР. Он локализирован в 17 хромосоме, плечо q11.1—q12. В ней происходила транслокация аллеля L и соответственно генотип LL.
Данные про однояйцовых близнецов также подтверждают существование «наследственных факторов невротической тревоги». Кроме того, лица с ОКР более вероятно имеют членов семьи первой степени родства с этим же расстройством, чем здоровые представители контрольной группы. В случаях, когда ОКР развивается в детстве, наследственный фактор гораздо сильнее, чем тогда, когда ОКР развивается позже во взрослом возрасте.
На генетические факторы может приходиться 45-65 % ОКР у детей с этим диагнозом. Однако очевидно, что на экспрессивность генов влияют факторы внешней среды. Сейчас активно ведутся исследования в этом направлении. Кроме того, мутации переносчика серотонина hSERT могут быть связаны с социофобией, большой депрессией и ПТСР, но их наличие не объясняет обсессии при других заболеваниях.

## Клиническая картина

### Проявления
Обсессии могут проявляться в виде навязчивых образов, мыслей, страхов, желаний. Например, может присутствовать навязчивая мысль о собственной нечистоте. Обсессии часто ведут за собой компульсии — специальные «ритуалы», выполнение которых позволяет избавиться на некоторое время от навязчивой мысли.

Поначалу достаточно было их просто-напросто помыть, чтобы на несколько дней почувствовать себя намного лучше. Но, по мере того, как шло время, чувство загрязнённости возвращалось к девочке всё чаще, а избавление от грязи требовало всё более долгого мытья рук. В конце концов, она мыла их по несколько раз в день; оттирала их щёткой из рисовой соломы, пока те не начинали кровоточить. Только лишь когда боль становилась совсем уж невыносимой, Цинь-цзяо наконец-то чувствовала себя чистой, но и то — всего лишь на пару часов.— Орсон Скотт Кард. «Ксеноцид» (1991)
Обсессии могут быть у одного пациента как одного вида, так и одновременно нескольких. Появляться они могут как внезапно — пароксизмально и быть кратковременными, так и исподволь и продолжаться хронически.

### Отличительные черты навязчивых мыслей
Отличительные черты обсессий были выделены С. А. Сухановым (1912) и В. П. Осиповым (1923) и сформулированы В. М. Блейхером:
1. Обсессии воспроизводятся сознанием против воли индивида, однако сознание при этом остаётся ясным[61]. При этом объём сознания может быть сужен, однако при обсессиях это очень слабо выражено[62]. Обсессии больной не может устранить волевым усилием[61]. При этом он всё же пытается с ними бороться. Существует активный и пассивный тип борьбы[62]. При более редком активном больной умышленно делает всё наперекор обсессии (при навязчивом влечении броситься под поезд специально ходит на вокзал и стоит у края платформы). При пассивном типе больной может: переключать внимание на иную деятельность; стараться избегать ситуаций, связанных с обсессиями, в том числе предупреждать обсессии — при навязчивом влечении кого-то зарезать не приближаться к острым предметам; совершать компульсии[63]. Активная борьба менее предпочтительна, так как вызывает нежелательные вегетативные реакции[64].
2. Обсессии не имеют видимой связи с содержанием мышления, и являются для него чуждыми[61].
3. Обсессии тесно связаны с эмоциями, особенно депрессивного характера и тревогой[61].
4. Обсессии не отражаются на интеллекте больного, в том числе на логических построениях[61].
5. К обсессиям сохранена критика. Под этим имеется в виду, что к навязчивым мыслям сохранено болезненное отношение, больной осознаёт их неестественность[61]. При этом нет чувства навязанности извне, что создаёт основу для построения критического отношения к ним[65]. При усилении обсессий, особенно при их пароксизмах, критика ослабевает.

### Отвлечённые обсессии
Бесплодное болезненное мудрствование — один из видов обсессий, характеризующийся пустым, бесплодным многословием, рассуждением с отсутствием конкретных идей и целенаправленности мыслительного процесса с присутствием критического отношения к этому состоянию. Именно этим оно принципиально отличается от явления резонёрства. Чаще решаются вопросы взаимоотношения понятий метафизического, нравственного, религиозного и других характеров. Пример хода мыслей больного, описанный изучавшим его автором Анри Легран дю Солем:

Молодая… женщина…, находясь одна на улице, начинает задавать себе следующие вопросы: «Не упадёт ли сейчас кто-нибудь из окна мне под ноги? Это будет женщина или мужчина? Это лицо разобьётся насмерть или же будет только ранено? Упадёт оно на голову или на ноги? Будет ли кровь на тротуаре? Если это лицо разобьётся насмерть, что я должна делать? Должна ли я звать на помощь или убежать? Не обвинят ли меня в этом происшествии? Не оставят ли меня из-за этого мои ученики? Будет ли признана моя невиновность?»— Henri Legrand du Saulle. Психическое расстройство сомнений (с бредом прикосновения) = La folie du doute (avec delire du toucher). — Париж: Adrien Delahaye, 1875. — С. 12.
На основе навязчивого мудрствования может образоваться так называемое «навязчивое миросозерцание (мировоззрение)», противоречащее моральным и другим принципам человека, чуждое его сознанию, но от которого он не может избавиться. Иногда навязчивые идеи мешают пациенту сосредоточиться на конкретном объекте размышления.
Навязчивые воспоминания — явление, при котором возникает желание воспроизводить в памяти разные незначительные события. Близким к этому является ономатомания — навязчивое воспроизведение слов.
Дифференцируют отвлечённые обсессии с ритуалами, которые принадлежат к компульсиям.

### Образные обсессии
Навязчивые сомнения — вариант обсессий, при котором индивидуум не уверен либо в правильности, либо в законченности на самом деле уже свершённых, причём, соответствующим образом, действий. Если действие проверить возможно, больной будет это делать неоднократно (компульсия), если нет — долго с выраженным аффектом вспоминать алгоритм действия, не ошибся ли он на определённой стадии его исполнения.
Навязчивые опасения — явления тревоги о несостоянии сделать что-либо привычное, профессиональное и автоматизированное. Так, например, был описан нотариус, у которого сильнейшее чувство тревоги возникало о том, не написал ли он что-либо такое, что может «подвести его под суд», и просил закрывать его контору, а ключи от него прятать, так как сам себе не доверял. Их необходимо отличать от фобий, хотя аффект тревоги может перейти в страх.
Навязчивые влечения — обсессия, при которой пациент хочет сделать бессмысленное, опасное и непристойное деяние. Так, ещё в XVII веке Ф. Платером была описана трактирщица, горячо любящая своего новорождённого ребёнка с влечением его убить. Их необходимо отличать от импульсивных действий. Отличаются они тем, что никогда не приводятся в исполнение.
Овладевающие представления — неправдоподобные или невероятные мысли о значимом для больного действительном событии.

У больного от туберкулёзного менингита умер сын; его похоронили. Спустя некоторое время у отца ребёнка возникла мысль, что его сына похоронили живым. Больной ярко представлял себе (галлюцинаторные обсессии), как ребёнок проснулся в гробу, кричал и в конце концов задохнулся. Эта мысль и соответствующие ей представления были настолько сильны и мучительны, что больной неоднократно ходил на кладбище, прикладывал ухо к могиле и подолгу слушал, не донесутся ли из могилы крики. Этим дело не ограничилось. Отец обратился к администрации кладбища с просьбой вскрыть могилу и проверить, не изменилось ли в гробу положение тела.— 
Контрастные представления и хульные мысли — идеи, противоречащие мировоззрению и этическим установкам индивидуума. Ф. Платер описал «верного сына церкви», который при мыслях на религиозные темы представляет неприличные вещи. Но связаны они могут быть не только с религией, а и с авторитетными для данного человека личностями или моральными ценностями.

### Расстройства эмоциональной сферы
В структуре обсессивного синдрома почти всегда встречаются симптомы из сферы нарушений эмоций. Особенно это характерно для образных навязчивостей. Тогда даже при умеренных обсессиях присутствует субдепрессивный фон с явлениями подавленности, чувством неполноценности и неуверенности. Также возможна астения, в том числе с явлениями, похожими на неврастению: раздражительность или раздражительная слабость. На высоте обсессий возможна ажитация и тревожно-депрессивный аффект.
Расстройства эмоциональной сферы являются критерием регресса обсессий при лечении. Так, по мнению Э. Реги (1902), обсессии не уменьшаются, «пока сопровождающий и обусловливающий их аффективный фон не спадёт и не исчезнет». Сами больные при лечении отмечают, что при уменьшении эмоционального компонента обсессии не исчезают, но беспокоят больного гораздо меньше.

### Расстройства восприятия
Разные расстройства восприятия встречаются при обсессиях с разнообразной частотой. Так, неотъемлемым симптомом при навязчивом синдроме являются элементы деперсонализации. Для явления деперсонализации характерен описанный Н. К. Липгартом «симптом зеркала». Такие больные избегают смотреть в зеркало, чтобы не увидеть свой, как им кажется, «сумасшедший взгляд». Иногда они по этой же причине не смотрят в глаза собеседника.
Однако на высоте обсессий могут встречаться галлюцинации. Хотя чаще они встречаются при тяжёлых фобиях, по современным представлениям в обсессивный синдром не входящим, они могут встречаться при навязчивостях в форме хульных мыслей в виде картин циничного содержания и при навязчивых влечениях в виде картин совершаемого действия и его последствий. Они называются галлюцинаторными обсессиями и классифицируются как псевдогаллюцинации Кандинского. Описали их Ж. Сегла в 1892 и 1895 годах; А. Питре и Э. Реги в 1897 году и С. А. Суханов в 1904 году. У больных, согласно А. М. Свядощу, возможны тактильные псевдогаллюцинации. Могут появиться расстройства вкуса и обоняния. Кроме того, иногда при тяжёлом обсессивном синдроме с компонентом депрессии возможны иллюзии.

### Вегетативные расстройства
Пароксизмальные обсессии могут сопровождаться побледнением или покраснением кожи, тахикардией, брадикардией, холодным потом, одышкой, усиленной перистальтикой, полиурией, головокружением и обморочным состоянием. Сильные вегетативные расстройства могут даже искажать основные характеристики обсессий, такие, как чуждость, ясность сознания, критику и борьбу с ними.
Можно утверждать, что расстройства вегетативной нервной системы являются единственными объективными симптомами обсессий. Сами обсессии, в отличие от, например, компульсий, не проявляются двигательными нарушениями, а, в основном, субъективно переживаются больным.

### Изменение характера при обсессиях
Длительные обсессии влияют на поведение больных и их личность в целом. Так, к характеру больных с обсессиями присоединяются ранее не свойственные или обостряются уже присутствующие черты. Вторичные изменения характера не происходили при обсессиях, длящихся меньше 2 лет. По Н. К. Липгарту, пациенты стали:

«…крайне мнительными, впечатлительными, тревожными, неуверенными в себе, нерешительными, робкими, застенчивыми, боязливыми».

То есть, больные проявляли тревожно-мнительные черты характера. Предварительный диагноз при выраженных обсессивных изменениях характера чаще был «психастения». В ходе появления новых симптомов больным ставили разные диагнозы, в зависимости от ситуации.

## Диагностика

### Психометрия
Для проведения психометрии, кроме стандартных средств, используемых для разных заболеваний, применяют специфические для обсессий тесты. В первую очередь, рекомендовано использовать обсессивно-компульсивную шкалу Йеля-Брауна. Если шкала не используется, считают время, которое пациент тратит на навязчивые размышления и другие виды обсессий. Также записывают активно избегаемые пациентом ситуации, а через определённое время сравнивают новые данные с исходными.

### Дифференциальный диагноз
Обсессии дифференцируют со сверхценными идеями и бредом. Принципиальные отличия:
1. Сверхценные идеи и бред не чужды сознанию больного, «я» больного их всегда защищает[59]. С обсессиями больной в большей или меньшей мере продолжает бороться.
2. К обсессиям, в отличие от сверхценных идей и бреда, сохранена способность подходить критически. Стоит быть осторожным в прогностическом плане, так как при сверхценных идеях и бреде критика также может частично присутствовать в начальной стадии.

Также обсессии дифференцируют с психическими автоматизмами. При обсессиях нет чувства навязанности извне, сделанности. Они чужды для мышления, но воспринимаются как собственные мысли, а не «сделанные» кем-то. При пароксизмальных обсессиях необходимо провести ЭЭГ и собрать очень подробно анамнез болезни. Кроме того, обсессии дифференцируют с обвинениями при депрессии и беспокойством при тревожном неврозе.

### Болезни, для которых характерен синдром
Обсессивные симптомы характерны для обсессивно-компульсивного расстройства (ОКР) и ананкастного расстройства личности, а также могут встречаться при посттравматическом стрессовом расстройстве (ПТСР), тревожном неврозе, расстройствах приёма пищи и психотических явлениях.
При разных неврозах обсессии несколько отличаются. Так, при ОКР они проявляются особенно ярко. При этом объём сознания почти не изменён, критика высокая, а элементы борьбы наиболее активны. Больные даже при сильных пароксизмах обсессий пытаются сохранять активность, а обсессии и их депрессивный фон скрывают. При неврастении уровень критики и борьбы ниже, в общем поведении есть изменения на фоне жалоб на соматические и невротические симптомы. При психастении характерно постепенное развитие симптомов, критика частичная, а борьба — пассивная. Больные с трудом скрывают эмоции.
Чаще обсессии встречаются именно при невротических, связанных со стрессом и соматоформным расстройствам. Однако, они могут входить в группу аффективных расстройств, чаще депрессии. При этом они могут либо входить в её структуру, либо быть её эквивалентом. Пациенты с клинической депрессией могут переживать более интенсивные обсессии, причём рассматривать их как заслуженное наказание за свои грехи. Их стоит дифференцировать с суицидальными мыслями, так как последние могут быть опасны для жизни.
Часто нежеланные мысли о принесении вреда своему ребёнку возникают при постнатальной депрессии. Исследование 65 женщин с большой постнатальной депрессией, проведённое в 1999 году Екатериной Виснер с соавторами, установило, что наиболее распространённое навязчивое агрессивное влечение было принести вред новорождённым.
Также обсессии могут возникать при циклотимии и лёгком биполярном аффективном расстройстве. А. М. Свядощ описывал циклотимию, при которой в депрессивной фазе ключевым было не депрессивное настроение, которое являлось фоновым, а навязчивое опасение заболеть туберкулёзом и раком.
Нередко обсессивный синдром проявляется в дебюте психозов, в том числе — шизофрении. При шизофрении обсессии встречаются в меньше чем в 1 % случаев. Их отличительные черты: внезапность, немотивированность, совершенно непонятное окружающим содержание (А. М. Свядощ описывал больного, у которого явление обсессии вызывала пыльца бабочек), стойкость, монотонность и сопротивляемость к психотерапевтическому воздействию. При шизофрении обсессивный синдром может постепенно усложняться, например сверхценными идеями, а потом — бредом с идеаторными психическими автоматизмами. Навязчивые сомнения может осложнить появление бреда депрессивного характера. Однако Р. А. Наджаров в 1955 году указывает, что обсессии могут долго не сменяться психическими автоматизмами, сосуществуя с ними. К таким навязчивым состояниям больные часто относятся пассивно, то есть не борются с ними, а стремятся к их неукоснительному исполнению. С обсессий чаще начинается неврозоподобная форма шизофрении и параноидный её подтип.
Свои особенности обсессии имеют при расстройствах личности (психопатиях), а именно — при ананкастном расстройстве личности. Во-первых, они возникают при малоинтенсивных раздражителях. Во-вторых, чаще они множественные. В-третьих, при навязчивостях обостряются тревожно-мнительные черты характера пациентов.
При эпилепсии обсессии проявляются в виде явлений нарушения сознания. Они кратковременны, пароксизмальны, элементарны, не связаны с психотравмой, резко аффективно насыщены (например, навязчивое влечение убить близкого человека). В импульсивные действия они не переходят. Исследование М. Мулы в 2008 установило, что при височной эпилепсии (ВЭ) обсессии часто связаны с половой сферой. Ф. Монако в 2005 сравнил обсессии при (ВЭ) и идиопатической генерализированной эпилепсии. У 15 % пациентов с ВЭ присутствовали обсессии.
Очень похожие на эпилептические обсессии при эпидемическом энцефалите. Они часто исполняются в виде компульсий. При органических заболеваниях головного мозга чаще возникают навязчивые сомнения. Их легко вызывает небольшая психотравма в связи с астенией ЦНС.

## Лечение
Лечение обсессий принято проводить не как отдельный синдром, а вместе с основной нозологической единицей во всех школах нозологической направленности (российской, немецкой), в отличие от французской, придающей большое значение симптомам и синдромам. Лечение обсессий можно разделить на 2 группы — этиологическое и патогенетическое. При этиологическом лечении устраняют причины, травмирующие пациента. При патогенетическом лечении воздействуют на патофизиологические звенья в головном мозге. Ведущим считается патофизиологическое лечение, так как даже если изъять пациента из неблагоприятных условий, полностью обсессии не прекратятся. Кроме того, для эндогенных психозов и ряда других болезней этиологическое лечение не подходит, потому что их этиология точно не известна.

### Психотерапия
Поскольку в рамках разных школ психологии существуют разные теории патогенеза обсессий, то и методы психотерапии обсессий каждая школа предлагает разные.
Созданное Американской психиатрической ассоциацией практическое руководство по лечению ОКР рекомендует применять методы когнитивно-поведенческой психотерапии, так как, в отличие от других направлений психотерапии, её эффективность достоверно показана. Она даёт позитивные результаты, хотя необходимым является формирование концептуального представления об обсессиях. Одним из популярных методов в рамках этого направления является экспозиционная психотерапия. Как дополнительный приём может использоваться метод «остановки мысли».
Для лечения ОКР применяется и рационально-эмоционально-поведенческая терапия, во многом сходная с когнитивно-поведенческой психотерапией.
При обсессиях показано психотерапевтическое лечение, направленное на создание новых интересов (интересный труд, походы и экспедиции). Результат при этом нестойкий. Более продолжительный эффект может дать трудотерапия.
Применяются методы внушения и самовнушения — гипноз и аутогенная тренировка. При обсессиях обязательно необходим полноценный продолжительный отдых, однако не безделье, которое может привести к их обострению.
Совсем иначе дела с лечением ОКР обстоят в глубинной психологии (например, психоанализе), рассматривающей обсессии как симптом, являющийся выражением более глубоких проблем, на работу с которыми и должна быть направлена терапия. Американское руководство по лечению ОКР отмечает, что эта терапия способна помочь пациенту преодолеть собственное сопротивление лечению путём устранения причин для желания оставаться таким, как он есть.
Семейная психотерапия (она является не методом, а формой психотерапии, при которой работа идёт со всей семьёй пациента, а не только с ним одним) снижает напряжение внутри семьи, обостряющее обсессии.

### Терапия психотропными средствами
Для терапии психотропными средствами обсессий применяют транквилизаторы, антидепрессанты (причём чаще не очень сильные, так называемые «мягкие») и нейролептики (антипсихотики), тоже преимущественно мягкие.

#### Антидепрессанты. Транквилизаторы
Так, для медикаментозного лечения обсессий при ОКР, депрессии, циклотимии, ПТСР и синдроме Туретта применяются антидепрессанты из группы селективных ингибиторов обратного захвата серотонина (СИОЗС): сертралин, пароксетин, флуоксетин, флувоксамин, циталопрам, эсциталопрам — и трициклический антидепрессант кломипрамин. Применять антидепрессанты можно также при обсессиях при неврозоподобной шизофрении. Очень эффективно применение антидепрессантов при аффективных расстройствах: при биполярном расстройстве, циклотимии и, в комбинации с психотерапией, при постнатальной депрессии.
При наличии выраженной тревоги в первые дни фармакотерапии целесообразно назначение бензодиазепиновых транквилизаторов (клоназепам, алпразолам, диазепам, «феназепам», «гидазепам»).
Среди новых препаратов из класса ИОЗН используют атомоксетин в комбинации с СИОЗС. Так как предпочтительнее монотерапия, чаще применяют селективные ингибиторы обратного захвата серотонина и норадреналина (СИОЗСН) — венлафаксин и дулоксетин.

#### Антипсихотики
При хронических формах ОКР, не поддающихся лечению антидепрессантами типа ингибиторов обратного захвата серотонина (около 40 % пациентов), всё чаще применяют типичные и атипичные антипсихотики (рисперидон, оланзапин, кветиапин). Уместно также сочетать приём лекарственных препаратов с когнитивно-поведенческой психотерапией, проводимой профессиональным психотерапевтом. При этом большие дозы антипсихотиков уменьшают эмоциональную насыщенность, а малые делают пациента более доступным для психотерапии. В США лечение обсессий при ОКР антипсихотиками не одобрено Управлением по контролю качества продуктов и лекарств, однако их широко используют в качестве аугментации (дополнения) СИОЗС при резистентных явлениях.
Существуют, однако, данные, что некоторые из атипичных антипсихотиков (обладающие антисеротонинергическим действием — клозапин, оланзапин, рисперидон) могут вызывать и усиливать обсессивно-компульсивные симптомы. Выявляется прямая зависимость между выраженностью такой симптоматики и дозами/продолжительностью применения этих препаратов.
Нейролептики применяют также при лечении неврозоподобной шизофрении (см. Вялотекущая шизофрения), лечение которой отличается от лечения обсессий при неврозах отсутствием эффекта от психотерапии. Такое применение этих препаратов рекомендуют преимущественно авторы на территории бывшего СССР. При лёгком течении рекомендуют сульпирид, тримепразин. При более тяжёлом течении назначают амисульприд, тиоридазин, галоперидол, трифлуоперазин и пролонгированные препараты: модитен-депо (флуфеназин), клопиксол-депо (зуклопентиксол) и флуспирилен-депо.
Помогают атипичные антипсихотики также для лечения обсессий при депрессии, в том числе кветиапин и арипипразол. Некоторые авторы полагают, что рисперидон и оланзапин противопоказаны при депрессии и навязчивостях и могут сами вызывать или усиливать депрессию.

#### Экспериментальная терапия
Существуют данные о благотворном воздействии на обсессии при ОКР и аффективных расстройствах инозитола. Другие исследователи считают необходимым при обсессиях усиленно снабжать организм витаминами и минералами.
Быстро улучшить состояние при обсессиях, вызванных ОКР, теоретически могут μ-опиоиды, такие как гидрокодон и трамадол. Трамадол не только действует как опиоид, но и ингибирует обратный захват серотонина и норадреналина. У больных с резистентными обсессиями экспериментально улучшил состояние приём морфина, хотя эффект этот не изучен и механизм неизвестен. Использование данных средств крайне ограничено из-за сомнительного соотношения польза/риск (все вышеназванные опиоиды — наркотики).
Эффект при обсессиях при ОКР наблюдался при приёме психоделиков, таких как ЛСД и псилоцибин. Считается, что галлюциногены стимулируют 5-HT2A-рецепторы, а в меньшей мере — 5-HT2C рецепторы, ингибируя орбитофронтальную кору, участок, в большой степени связанный с ОКР и обсессиями в частности.
Регулярный приём никотина может уменьшить обсессивный синдром при ОКР, хотя механизм этого действия неизвестен.
Так как ацетилхолиновые антидофаминергические эффекты ухудшают течение ОКР, для лечения стабильных обсессий при нём применяют антихолинэстеразные средства.
Зверобой продырявленный считается полезным при обсессиях при ОКР и депрессии, однако двойное слепое исследование с использованием гибкого графика доз показало, что его эффект равен плацебо.

### Биологическая терапия
Её используют редко, например при тяжёлом течении ОКР, с обсессиями, рефрактерными к другим типам лечения. В СССР и теперь странах СНГ для этого применяют атропинокоматозную терапию.
На Западе для лечения обсессий применяют электросудорожную терапию. Однако в странах СНГ показания к ней значительно у́же. При обсессиях она не используется. Нецелесообразна при обсессиях и ИШТ.

### Физиотерапия
Для лечения обсессий рекомендовали использовать (источник начала XX века)[значимость факта?]:
1. Тёплые ванны (35 °С) длительностью 15—20 минут с прохладным компрессом на голове в хорошо проветренной комнате 2-3 раза в неделю с постепенным охлаждением температуры воды в форме обтираний и обливаний[128].
2. Обтирания и обливания водой от 31 °С до 23—25 °С[128].
3. Купание в речной или морской воде[128].

При расстройствах вегетативно-сосудистой системы показан электрофорез, дарсонвализация.

### Нейрохирургия. Психохирургия
Как известно, А. Эгаш Мониш впервые применил лобную лейкотомию в 1936 при шизофрении. Использовали её и при резистентных к фармакотерапии случаях ОКР с обсессиями. Так, в 1960 году В. Майер-Гросс, Э. Слейтер, М. Рот, а позже, в 1967 году Г. Ю. Айзенк, П. Бернард и Ч. Бриссе при тяжёлых формах ОКР также рекомендовали проведение этой операции. Однако возникающий при лобной лейкотомии «синдром лобной доли» заставил отказаться от этих методов и искать более безопасные способы вмешательства. В 1976 году С. А. Шевиц предлагал при тяжёлом ОКР, которому сопутствуют аффективные расстройства, такие операции: трансорбитальную лоботомию, сингулэктомию, гирэктомию, бимедиальную лейкотомию, термокоагуляцию, криотерапию, УЗ-воздействие и воздействие лазером. Однако представители отечественной школы психиатрии, в частности крупный специалист и автор монографии о неврозах А. М. Свядощ, считают данные средства чрезмерными, нецелесообразными (обсессии — чаще всего обратимое явление, корректируемое современным арсеналом средств, а последствия при разрушении мозга непредсказуемые и необратимые) и, возможно, с небольшим позитивным эффектом.
На данном этапе психохирургические операции при обсессиях проводят в Китае, Бельгии, Нидерландах, Франции, Испании, Великобритании, Венесуэле и, возможно, в некоторых других странах.
Полярны взгляды на нейрохирургическое вмешательство при височной эпилепсии. Барбиери с соавторами утверждает, что такое лечение ведёт к полной ремиссии обсессий, в то время как другие авторы считают, что именно операция ведёт к их обострению.